# فابیو بوریلو
فابیو بوریلو (انگلیسی: Fabio Borriello؛ زادهٔ ۱۶ دسامبر ۱۹۸۵) بازیکن فوتبال اهل ایتالیا است.
از باشگاه‌هایی که در آن بازی کرده‌است می‌توان به باشگاه فوتبال آ.ث. میلان و باشگاه فوتبال لوگانو اشاره کرد.